# محمد العصار
محمد سعيد العصار (3 يونيو 1946 – 6 يوليو 2020) قائد عسكري وسياسي مصري، شغل منصب وزير الدولة للإنتاج الحربي منذ 19 سبتمبر 2015 في وزارة شريف إسماعيل واستمر في المنصب في وزارة مصطفى مدبولي حتى وفاته في 6 يوليو 2020. وشغل سابقاً منصب مساعد وزير الدفاع لشئون التسليح، وكان أحد أعضاء المجلس الأعلى للقوات المسلحة المصرية.

## رئاسته للوفود العسكرية
- في يوليو 2011 ترأس العصار الوفد العسكري المصري المرسل إلى الولايات المتحدة لإجراء حوار استراتيجي، والذي عقد ثلاث لقاءات موسعة مع شخصيات بارزة في مراكز الأبحاث الأمريكية، بمقر مكتب الدفاع المصري، ومعهد السلام الأمريكي، وأربعة مراكز أبحاث، بجامعة الدفاع الوطني الأمريكية، أكد خلالها العصار ثوابت القوات المسلحة في التعامل مع الأوضاع القائمة في البلاد، والتي شملت :

1. أن المجلس العسكري ليس امتداداً للنظام السابق ويريد إحداث تحول حقيقي في الحياة السياسية المصرية.
2. أن المجلس العسكري يقف على مسافة واحدة من جميع القوى الموجودة على الساحة.
3. أن القوات المسلحة تعمد إلى استعادة العملية السياسية وإجراء الانتخابات البرلمانية وكتابة الدستور الجديد وانتخاب رئيس جديد للبلاد.
4. أن القوات المسلحة هدفها التركيز على دورها في حماية البلاد خاصة في ظل الاضطراب الحالي في المنطقة.
5. أن المجلس العسكري يعتبر كل الشباب في ميدان التحرير من الوطنيين والمخلصين.
6. أن مصر لن تسمح بالمراقبة الأجنبية للانتخابات، ولكنها سوف تسمح للزوار الأجانب بالإطلاع على العملية الانتخابية وليس المراقبة داخل اللجان.
7. أن عملية كتابة الدستور منوط بها البرلمان المقبل، وهو الذي سوف يختار لجنة كتابة الدستور دون تدخل من القوات المسلحة.
8. أن المجلس العسكري لا يتدخل إطلاقاً في عمل السلطة القضائية والخطوات القانونية المتصلة بمحاكمة رموز النظام السابق.
9. أن هناك خلافاً مع الولايات المتحدة حول عمليات تمويل منظمات المجتمع المدني غير المرخص لها رسمياً، ومن غير المقبول السماح بتقديم أموال تمس السيادة الوطنية.[3]

## تصريحاته الإعلامية
- في أكتوبر 2011 ظهر اللواء / العصار على شاشات التليفزيون برفقة اللواء / محمود حجازي، وذلك للرد على اتهام القوات المسلحة باستخدام العنف ضد المتظاهرين في أحداث ماسبيرو وتهدئة الرأي العام القبطي، وأكد خلال حواره على احترام القوات المسلحة للمصري أياً كان دينه، وسعيها الدؤوب لمعرفة المتسبب في الأحداث ومثيري الفتنة الطائفية، فيما حذر من أن القوات المسلحة لن تسمح بحدوث اعتداءات علي الجيش مرة أخرى.[4][5]
- في يونيو 2012 ظهر اللواء / العصار برفقة اللواء / محمود حجازي مع الإعلامي عماد أديب، للتأكيد على تسليم المجلس العسكري السلطة التنفيذية كاملة للرئيس المنتخب محمد مرسي، والإشارة إلى احتفاظ المشير / حسين طنطاوي بمنصبه كوزير للدفاع في الحكومة الجديدة تجنباً لإحداث تغييرات بالقوات المسلحة في تلك الفترة الحرجة وقبل وضع الدستور الجديد، كما صرح باحتفاظ المجلس العسكري بشكله وقادته حتى انتخاب مجلس شعب جديد ونقل السلطة التشريعية إليه، وعودة القوات المسلحة لدورها الأساسي في حماية أمن البلاد.[6]
- في أغسطس 2012 صرح اللواء / العصار بأن قرار الرئيس محمد مرسي إحالة المشير / حسين طنطاوي للتقاعد من منصبي وزير الدفاع والقائد العام للقوات المسلحة اتخذ بالتشاور مع المشير والمجلس العسكري.[7]

## حياته المهنية
حصل العصار على بكالوريوس الهندسة في الكلية الفنية العسكرية عام 1967 ثم ماجستير الهندسة الكهربائية بالإضافة إلى درجة الدكتوراة في الهندسة الكهربائية. شارك في حرب الاستنزاف، ثم حرب أكتوبر كأحد عناصر أطقم إصلاح كتائب صواريخ الدفاع الجوي، وتقلد كافة الوظائف الرئيسية لمنظومة التأمين الفني للدفاع الجوي. ارتقى في المناصب داخل القوات المسلحة حتى عُيّن مساعداً لرئيس هيئة تسليح القوات المسلحة للبحوث، ثم رئيساً لهيئة التسليح، فمساعداً لوزير الدفاع لشئون التسليح، ثم مستشاراً لوزير الدفاع للبحوث الفنية والعلاقات الخارجية. وبسبب تميّزه بالدبلوماسية والهدوء، أسندت إليه مهام اتصالات القوات المسلحة مع مسئولي الدول الأجنبية، كما تولّى مهمة تهدئة الرأي العام عقب أحداث ماسبيرو، أمام وسائل الإعلام. في أكتوبر عام 2010، كشفت وثيقة استخباراتية أمريكية أن العصار كان المسئول الأول عن ملف إخلاء منطقة الشرق الأوسط من الأسلحة النووية، إلى جانب توجيه انتقادات لاذعة للملف النووي الإسرائيلي. بعد الإطاحة بجماعة الإخوان المسلمين من سدة الحكم، وإرجاء الولايات المتحدة تسليم شحنات الأسلحة المتعاقد عليها مع مصر، مكنته خبرته في مجال التسليح أن يكون صاحب الدور الأبرز في التقارب المصري الروسي. في 19 سبتمبر 2015، أدى العصار اليمين الدستورية أمام الرئيس عبد الفتاح السيسي وزيراً للإنتاج الحربي في وزارة شريف إسماعيل. في 26 يونيو 2020 أصدر الرئيس عبد الفتاح السيسي قراراً بترقيته إلى رتبة فريق فخري مع منحه وشاح النيل.

## وفاته
تُوفي في 6 يوليو 2020 عن عمرٍ ناهز 74 عامًا.